# Паспорт громадянина Данії
Паспорт громадянина Данії  — документ, що видається громадянам Данії для здійснення поїздок за кордон.
Для громадян Данії, Гренландії та Фарерських островів існують різні варіанти, хоча всі громадяни мають однакову національність. Данські громадяни, які мешкають у Гренландії та на Фарерських островах, можуть вибирати між паспортом Данії та місцевим (Гренландським або Фарерським) паспортом, які не є членами ЄС. 
Кожен громадянин Данії (крім тих, хто проживає на Фарерських островах) також є громадянином Європейського Союзу. Паспорт надає йому право на свободу пересування в Європейському економічному просторі та у Швейцарії.

## Опис
Данський та Гренландський варіанти паспорта мають бордові кольорові обкладинки відповідно до рекомендацій Європейського Союзу, а фарерська - зелену. Всі вони містять данський герб, з написом DANMARK (Данія) над ним та слово PAS (паспорт) нижче. З 1 серпня 2006 року видаються біометричні паспорти. Над словом DANMARK данська версія містить слова DEN EUROPÈISKE UNION (Європейський Союз) (як і всі інші паспорти ЄС), а в гренландських та фарерських версіях написано текст KALAALLIT NUNAAT (Гренландія) або FØROYAR (Фарерські острови). Поля на сторінці пред'явника є данською, англійською та французькою мовами, а переклади на офіційних мовах Європейського Союзу в інших місцях документа.

## Візові вимоги для громадян Данії
Візові вимоги для громадян Данії є адміністративними обмеженнями на в'їзд громадян Данії керівництвами інших держав. У 2017 році громадяни Данії мали безвізовий режим або візу після прибуття в 156 країн та території, згідно з Індексом обмежень візового режиму, данський паспорт став 3-м у світі.